# 林建祥
林建祥（Lam Kin Cheung，1月12日—），前香港無綫電視劇集監製。現為自由身制作人，2024年帶領團隊與HOY TV合作首部原創劇集《我愛九龍城-暫名》。

## 簡歷
林建祥在2003年無綫電視任職戲劇組導演，2008年離職前往北京電影學院深造，2012年重返香港無綫電視任職編導，五年間一共拍攝12套劇集。2017年晉升監製，首部監製劇集《愛·回家之開心速遞》，期間帶領劇組於2018年奪得《民間電視大獎2018》於各大網上平台、娛樂新聞成為討論度極高的電視劇。及後保持強勢於劇集黃金時段長期保持收視冠軍，更在2020年萬千星輝頒獎典禮奪得《萬千星輝大獎2020》，打破處境劇不能奪獎的宿命。直至2023年合共製作大概二千集《愛·回家之開心速遞》。。

## 作品列表

### 電視劇（無綫電視）

#### 導演
- 2003年《花樣中年》
- 2003年《俗世情真》
- 2004年《水滸無間道》
- 2004年《無名天使3D》
- 2005年《妙手仁心III》
- 2005年《隨時候命》
- 2006年《滙通天下》
- 2007年《同事三分親》
- 2007年《溏心風暴》
- 2009年《ID精英》
- 2012年《雷霆掃毒》
- 2013年《老表，你好嘢！》
- 2013年《熟男有惑》
- 2014年《食為奴》
- 2014年《女人俱樂部》
- 2014年《使徒行者》
- 2015年《四個女仔三個BAR》
- 2016年《性在有情》
- 2016年《殭》
- 2016年《警犬巴打》
- 2016年《致命復活》
- 2017年《老表，畢業喇！》

#### 監製
- 2017年至2023年：《愛·回家之開心速遞》（第71集至約2300多集）

#### 編劇
- 2021年：《愛·回家之開心速遞》（第1400集）

### 節目（無綫電視）

#### 監製 導演
- 2019年：《PARK YOHO週末速遞》（廣告特備節目兼導演）

### 電視劇（HOY TV）
- 2024年：《我愛九龍城》[12][13]

## 獎項列表
| 年度   | 頒獎典禮             | 獎項             | 劇集              | 結果 |
| ------ | -------------------- | ---------------- | ----------------- | ---- |
| 2020年 | 萬千星輝頒獎典禮2020 | 萬千光輝演藝大獎 | 愛·回家之開心速遞 | 獲獎 |